# Marcelo Rossi
Marcelo Mendonça Rossi (São Paulo, 20 de mayo de 1967) es un músico, predicador y sacerdote católico brasileño, convertido en un fenómeno mediático y de masas.
Nació el 20 de mayo de 1967. Fue criado en Santana, en la zona norte de Sâo Paulo con sus padres Antonio y Vilma y sus dos hermanas, Mónica y Marta. 
Educado en la fe católica, abandonó esta iglesia en su adolescencia. Pero según su propio testimonio, en 1989 una vez concluidos sus estudios de educación física, varias tragedias familiares como la muerte de uno de sus primos en un accidente automovilístico y su tía fue diagnosticada con un tumor cerebral maligno. Estas dos desgracias familiares lo llenaron de dolor y sufrimiento, y lo llevaron a buscar a Dios al regresar a la Iglesia e inscribirse en los grupos de oración de la Renovación Carismática Católica. 
Un año después, motivado por una miniserie sobre la vida del Papa Juan Pablo II, decide hacerse sacerdote. Estudió teología en la Universidad de Nossa Senhora Assunção y filosofía en la Faculdade Salesiana de Lorena. 
Tras su ordenación sacerdotal, el 1 de diciembre de 1994, Marcelo Rossi comenzó un intensivo e entusiasta trabajo de predicación del Evangelio, conquistando a sus fieles que asistían a sus misas en la Parroquia del Perpetuo Socorro y Santa Rosalia, en Santo Amaro, São Paulo.
Debido al progresivo y rápido aumento de su audiencia, las celebraciones fueron realizándose en espacios cada vez mayores, hasta llegar utilizar la Avenida de las Naciones Unidas de Sâo Paulo y aún los estadios de fútbol, como el Maracaná o el Morumbí, como "sede" de sus misas y jornadas de predicación y alabanza. 
Su particular estilo, en el que incluya cantos, danzas y coreografías, fue criticado por algunos sectores de la Iglesia católica de Brasil, pero luego obtuvo su respeto y aprobación. 
Desde entonces, el "Padre Marcelo", como se le conoce, es uno de los exponentes del movimiento católico carismático de Brasil. Se dice que su figura y labor ha frenado un poco el éxodo de miles de personas que anualmente pasan de la fe católica al pentecostalismo protestante y otros grupos religiosos. Para llevar adelante su labor de predicación utiliza frecuentemente los medios de comunicación masivos, especialmente la radio y la televisión. Son de gran audiencia sus misas semanales en TV Globo los domingos (se emiten a las 6am) y sus programas diarios en Rede Vida de Televisâo. 
En 1998 decidió ingresar al mercado de la música, al grabar varias de sus canciones, en vivo, en un disco compacto titulado "Músicas para louvar ao Senhor" ("Canciones para Alabar al Señor" en la versión española, lanzada en 2000). En 1999 lanzó su segundo CD "Um presente para Jesús", y en 2000, "Canções para um Novo Milênio"; en 2001 "Paz", con música de Roberto Carlos y Erasmo Carlos, y en 2002, su CD "Anjos". Sus discos se han vendido por millones. En 2002, Marcelo Rossi recibió el Premio Grammy Latino en la categoría "Gospel". En 2003 produjo su sexto CD y grabó su primera película, con el título de "María, Mâe do Filho de Deus", que fue éxito de las salas de cine. En 2004 filmó su segunda película, "Irmâos de Fe" con éxito similar. 
Según se afirma en su biografía oficial, los dividendos obtenidos por los discos vendidos son invertidos en obras de beneficencia y caridad, en la Diócesis de Santo Amaro. 
El 31 de marzo de 2002, fecha de celebración de la Pascua, el padre Marcelo Rossi fue nombrado Rector del Santuario Terço Bizantino, en Jurubatuba – Santo Amaro, estado de Sâo Paulo. 

## Formación académica y premios
- Graduado en Educación Física de la Universidad de São Paulo en 1988;
- Licenciado en Filosofía por el Colegio Salesiano de Lorena en 1990;
- Graduado en Teología por la Universidad Nossa Senhora da Assunção en 1994
- Sacerdote ordenado en 1994
- Premio Grammy Latino al Mejor Álbum Cristiano con CD "Paz" en 2002
- "Premio del cardenal Văn Thuận" presentado por el Papa Benedicto XVI en 2010